# (6540) Stepling
(6540) Stepling (1982 SL1) – planetoida z pasa głównego asteroid okrążająca Słońce w ciągu 3,26 lat w średniej odległości 2,2 j.a. Odkryta 16 września 1982 roku.